# Immortals (album)
Immortals je osmé studiové album řecké powermetalové hudební skupiny Firewind. Vyšlo 20. ledna 2017 u vydavatelství Century Media Records.

## O albu
Jedná se o první konceptuální album v historii kapely. Jako téma byly vybrány řecké dějiny, především pak bitva u Thermopyl a bitva u Salamíny. Podle slov kapely je tak atmosféra na albu „epická, silná, velkolepá a věčná“. První singl, „Hands of Time“, vyšel 25. listopadu. Další singl, „Ode to Leonidas“, byl vydán 16. prosince formou videoklipu a skladba „Back on the Throne“ byla zveřejněna 13. ledna 2017. V rámci podpory alba vystoupila skupina v Česku na festivalu Metalfest Open Air.
Na začátku roku 2018 plánují Firewind vystupovat jako předkapela skupiny Rage na evropské koncertní šňůře, během níž jsou plánována také dvě vystoupení v Česku; v Praze a ve Zlíně.

## Seznam skladeb
Všechny skladby napsal(i) Firewind. 
| Pořadí         | Název                     | Délka |
| -------------- | ------------------------- | ----- |
| 1.             | Hands of Time             | 4:51  |
| 2.             | We Defy                   | 3:54  |
| 3.             | Ode to Leonidas           | 6:01  |
| 4.             | Back on the Throne        | 4:05  |
| 5.             | Live and Die by the Sword | 6:14  |
| 6.             | Wars of Ages              | 4:07  |
| 7.             | Lady of 1000 Sorrows      | 4:44  |
| 8.             | Immortals                 | 1:57  |
| 9.             | Warriors and Saints       | 4:11  |
| 10.            | Rise from the Ashes       | 4:32  |
| Celková délka: | Celková délka:            | 44:36 |

## Obsazení
- Gus G. – hlavní kytara
- Petros Christodoulidis – baskytara
- Bob Katsionis – rytmická kytara, klávesy
- Henning Basse – zpěv
- Johan Nunez – bicí